# Ungarisch Bieling

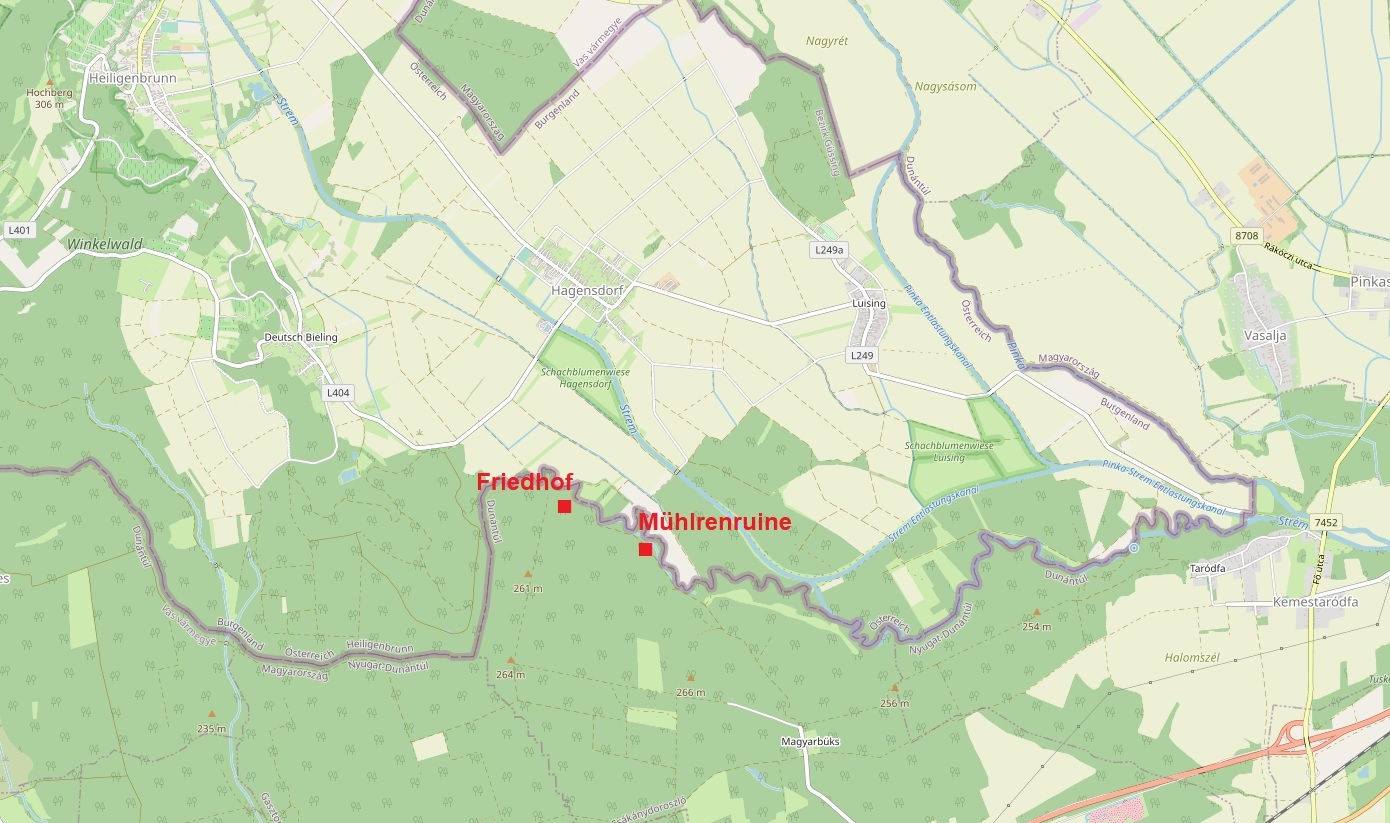
Lagekarte der Überreste des Dorfes im Grenzgebiet zwischen Ungarn und Österreich

Ungarisch Bieling (ungarisch Magyarbükkös, Magyarbüks) war ein kleines, nicht mehr existentes Bauerndorf im ehemaligen Deutschwest-Ungarn, dessen Überreste im Komitat Vas im Grenzgebiet zwischen Österreich und Ungarn liegen. Das im damaligen Sperrstreifen entlang der ungarischen Grenze liegende Dorf wurde nach dem Zweiten Weltkrieg zerstört und seine Einwohner vertrieben. Es war der Zwillingsort von Deutsch Bieling im heutigen österreichischen Bundesland Burgenland.

## Lage und Beschreibung
Die Reste von Ungarisch Bieling befinden sich im Grenzbereich der heutigen Gemeinden Heiligenbrunn in Österreich und Csákánydoroszló in Ungarn. Sie liegen in einem dichten Waldgebiet entlang der Staatsgrenze, etwa 3,5 km nördlich von Csákánydoroszló, 2 km südlich von Hagensdorf, und ca. 2,6 km südöstlich von Deutsch Bieling. Die einzigen heute erkennbaren Reste der Siedlung sind eine überwachsene Mühlenwehranlage und ein Steinkreuz am ehemaligen Friedhof.
Das Dorf bestand ursprünglich aus etwa zehn Häusern, einem Friedhof und einem Gasthaus. Wie die Nachbarortschaften Hagensdorf und Luising war es großteils von Schwaben bewohnt.

## Geschichte
Ungarisch Bieling wurde im Jahre 1375 erstmals urkundlich erwähnt. In den Urkunden wurden auf Lateinisch mit poss. für Possessio (deutsch Besitz) Bykus und altera (deutsch das andere) Bykus ursprünglich zwei Siedlungen genannt. Später wurde das Dorf als Bykus (1418), Bixy oder Bykesd (1425), Bykes (1482), Felsewbykes (deutsch Oberes Bykes) (1494) und Bywx (1498) genannt.
Im Ort gab es ursprünglich eine Wehranlage, genannt Várdomb und Sírdomb. 1482 wurde eine Mühle im Dorf das erste Mal urkundlich erwähnt.

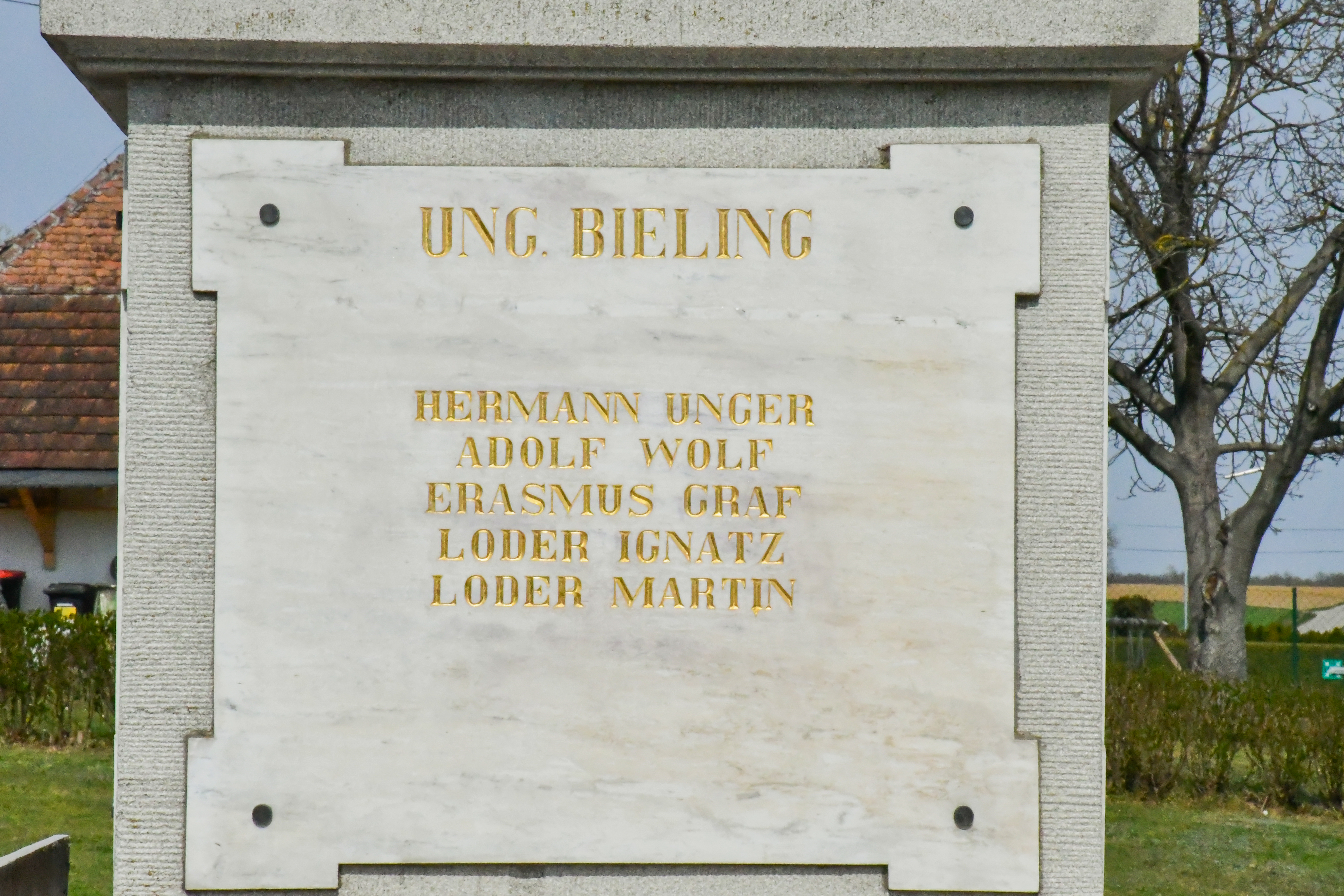
Inschrift für die Ungarisch Bielinger Opfer am Kriegerdenkmal im benachbarten Hagensdorf

Während im Zuge der neuen Grenzziehungen durch die Verträge von St. Germain und Trianon 1920/1921 die Nachbarortschaften Hagensdorf, Deutsch Bieling und (bei einer Grenzkorrektur 1923) Luising zu Österreich kamen, blieb Ungarisch Bieling bei Ungarn. Dies führte zu Problemen im Alltag der Bewohner, da diese größtenteils Deutsch sprachen und zu den nun in Österreich liegenden Nachbarorten hin orientiert waren. Der Ort gehörte zur Pfarrgemeinde Hagensdorf, wo die Kinder auch in die Schule gingen, und die Mühle im Dorf wurde von vielen Bauern aus den anderen Orten der Umgebung benutzt. Für die Nutzung der Mühle konnte ursprünglich eine Lösung gefunden werden, indem die Bauern einen sogenannten Pferdepass ausgestellt bekamen, mit dem sie Zugang zur Mühle erhielten. Da der ungarische Staat ab 1939 aber das Wasserrecht für die Mühle beanspruchte, wurde sie aufgelassen.
Aufgrund der Hochrüstung der Grenze nach dem Zweiten Weltkrieg mit Stacheldraht und anderen Schutzvorrichtungen wurde der Ort zerstört, und seine noch verbliebene Bevölkerung vertrieben. Einige Bewohner waren bereits zuvor in die umliegenden Dörfer Heiligenbrunn, Kemestaródfa oder Csákány übersiedelt. Die letzte Person, die den Ort verließ, war Rozália Tóth im Jahre 1958.
2008 wurde im Zuge eines privat initiierten Projektes der bis dahin verwachsene Friedhof wieder zugängig gemacht, eine Zufahrt von österreichischer Seite, sowie eine Brücke im Bereich der ehemaligen Ortschaft errichtet. Im Jahr 2013 wurde bei einer Gedenkveranstaltung zusätzlich ein Denkmal, bestehend aus drei hölzernen Obelisken, durch die Pfarrer der beiden nächstgelegenen Pfarrgemeinden in Österreich und Ungarn eingeweiht.